# Finnjet
Il Finnjet era una nave traghetto costruita nel 1977 per la Finnlines, allora di proprietà del colosso finlandese Enso-Gutzeit. Al momento della costruzione era la più grande e veloce nave traghetto mai realizzata.

## Servizio

### Finnlines (1977 - 1982)
Il Finnjet fu commissionato nel 1973 ai cantieri Wärtsilä di Helsinki dalla Finnlines, compagnia di navigazione controllata dal gigante finlandese Enso-Gutzeit. Varato nel 1976, al momento dell'entrata in servizio sul collegamento tra Helsinki e Travemünde il Finnjet era il più grande e veloce traghetto passeggeri mai costruito, tanto da tagliare i tempi di percorrenza sulla sua rotta da 36 ore a circa 22. Il Finnjet era anche caratterizzato da una particolare attenzione al comfort dei passeggeri, tanto da poter essere definito il primo vero e proprio cruise ferry al mondo. A riconferma di ciò, nella stagione invernale fu anche utilizzato per compiere brevi crociere nel Baltico, di durata di poco superiore alle 24 ore, per tutto il periodo del suo impiego.
Il Finnjet era inoltre l'unico traghetto al mondo spinto da turbine a gas, anche se questa soluzione si rivelò presto antieconomica, specie durante il periodo di bassa stagione. Nel 1981 fu quindi dotato di un sistema di propulsione alternativo Diesel-elettrico, con due motori Diesel Wärtsilä collegati a due motori elettrici Strömberg. Questo sistema propulsivo veniva azionato alternativamente alle turbine, permettendo un risparmio di carburante ma riducendo la velocità della nave a 18,5 nodi.

### Finnjet Line/Silja Line (1987 - 2005)
Nel 1982 la Enso-Gudzeit formò insieme alla Effoa (società che controllava la Silja Line) una compagnia di navigazione appositamente per il Finnjet, denominandola Finnjet Line. Nel 1986 la proprietà del traghetto passò definitivamente alla Effoa e nel 1987 la nave cominciò ad operare con i colori della Silja Line. Nel 1994 la nave fu ristrutturata con un nuovo impianto di trasmissione, che permise di azionare contemporaneamente le turbine a gas e l'impianto Diesel-elettrico, comportando un leggero aumento della velocità massima, salita a 33,4 nodi (registrati in un test). Nel settembre dello stesso anno il traghetto partecipò ai soccorsi ai naufraghi dell‘Estonia, ottenendo il permesso di allontanarsi dal luogo dell'incidente dopo poche ore, in quanto il mare mosso la rendeva pericolosamente instabile.
Nel 1999 il porto di approdo in Germania fu spostato a Rostock, mentre d'inverno la nave fu impiegata stabilmente, in questi anni, per crociere tra Helsinki e Tallinn. Nel 2004 il Finnjet fu spostato sul collegamento tra Rostock e San Pietroburgo, rotta sulla quale fu impiegato anche l'anno successivo. Tuttavia, nel frattempo, la Silja Line stava incontrando difficoltà economiche via via maggiori e questo portò a pianificare l'uscita di servizio del traghetto, considerato antieconomico.

### Ultimi anni (2005-2008)

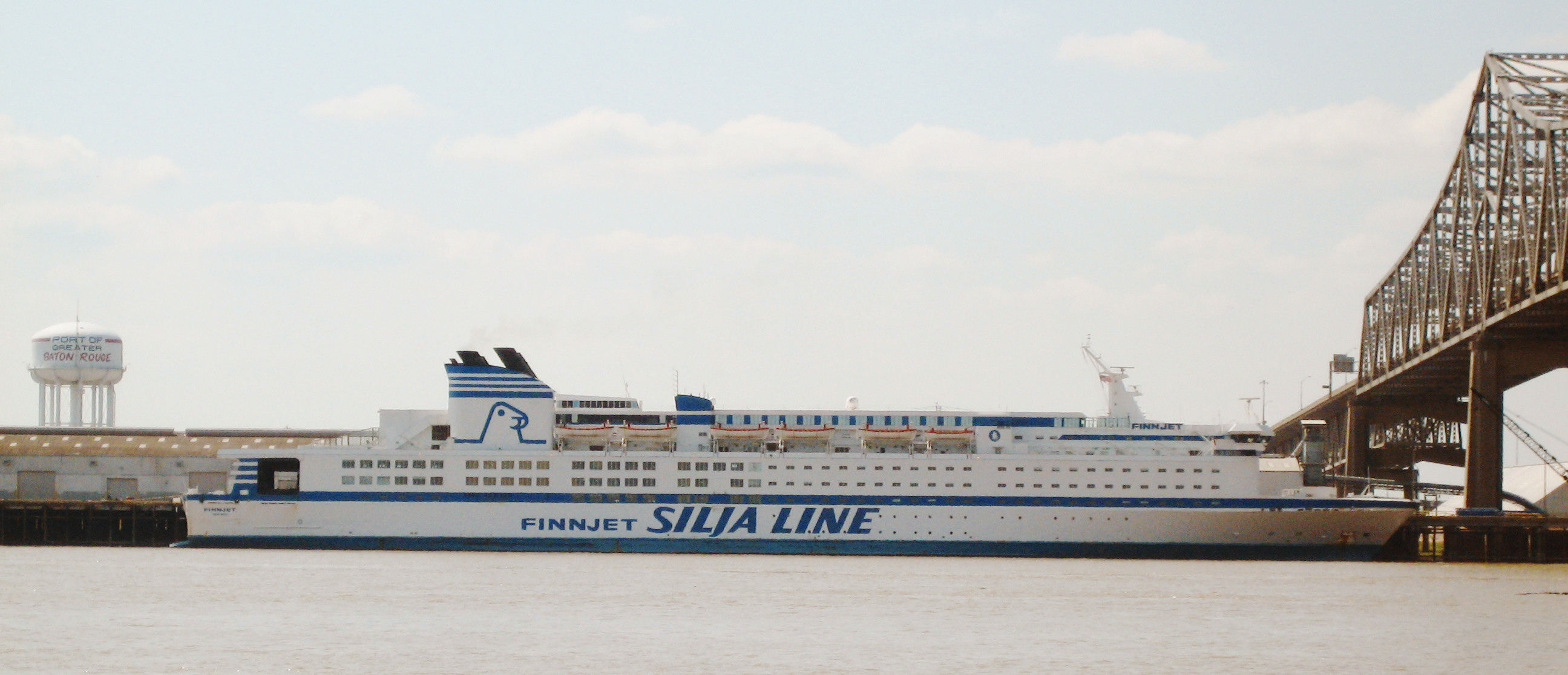
Il Finnjet ormeggiato in Louisiana, 2006

Nel settembre 2005 il Finnjet fu noleggiato, venendo utilizzato come nave d'appoggio per gli studenti del Louisiana State University Health Sciences Center di New Orleans fino a giugno 2006. La nave rimase poi disarmata a Freeport, nelle Bahamas, fino al novembre 2007, quando fu definitivamente venduta alla Club Cruises, con l'intenzione di trasformarlo in nave da crociera. Rinominato Da Vinci, il traghetto lasciò Freeport nel gennaio 2008, arrivando a Genova, dove i lavori di conversione avrebbero dovuto essere svolti; tuttavia, questo progetto fu accantonato per difficoltà economiche della compagnia di navigazione. Dopo diversi mesi di speculazioni, nonostante diversi tentativi di salvarla, la nave fu venduta per la demolizione, venendo rinominata Kingdom e arrivando ad Alang, in India, nel settembre 2008.